# Bruce Dickinson
Pour les articles homonymes, voir Dickinson.
Bruce Dickinson, né le 7 août 1958, est un chanteur, compositeur, pilote de ligne, escrimeur, animateur radio, et ancien directeur marketing britannique, célèbre pour être le chanteur du groupe de heavy metal Iron Maiden, avec qui il a chanté sur 15 albums studios, mais qui a mené également une activité en solo.

## Carrière musicale

### Ses débuts
Dickinson commence sa carrière musicale au sein de petits groupes au lycée et à l'université, parmi lesquels Styx (à ne pas confondre avec le groupe américain du même nom) en 1976, Speed (1977-1978) et Shots au début de 1979. Il rejoint alors le groupe Samson plus tard en 1979, où il acquiert une certaine popularité sous le nom de scène de « Bruce Bruce ». Il fait une brève apparition dans le film Incubus. Repéré par Steve Harris lors d'un concert à Reading, il est choisi par Harris et Rod Smallwood afin de succéder à Paul Di'Anno que l'on pousse à la porte du groupe Iron Maiden en 1981. Dickinson fait ses débuts en 1982 pour l'album The Number of the Beast. Sa présence est synonyme de succès commercial pour le groupe qui accumule disques d'or et de platine dans les années 1980. La célébrité de Dickinson prend alors une dimension mondiale, devenant l'un des chanteurs de heavy metal les plus connus.
Après une carrière triomphale avec Iron Maiden, il se consacre entièrement à ses projets solo en 1993. Il est remplacé par Blaze Bayley, pour commencer une carrière solo qui le voit évoluer tant dans le heavy metal que dans le rock. Dickinson réintègre le groupe en 1999, accompagné d'Adrian Smith. Désormais à six, la formation britannique produira ensuite cinq albums studios. Le retour de Dickinson à Iron Maiden ne le pousse pas pour autant à délaisser sa carrière solo, comme le montre la sortie d'un nouvel album en 2005, nommé Tyranny of Souls ainsi que l'album " The Mandrake Project " en 2024.

### En solo

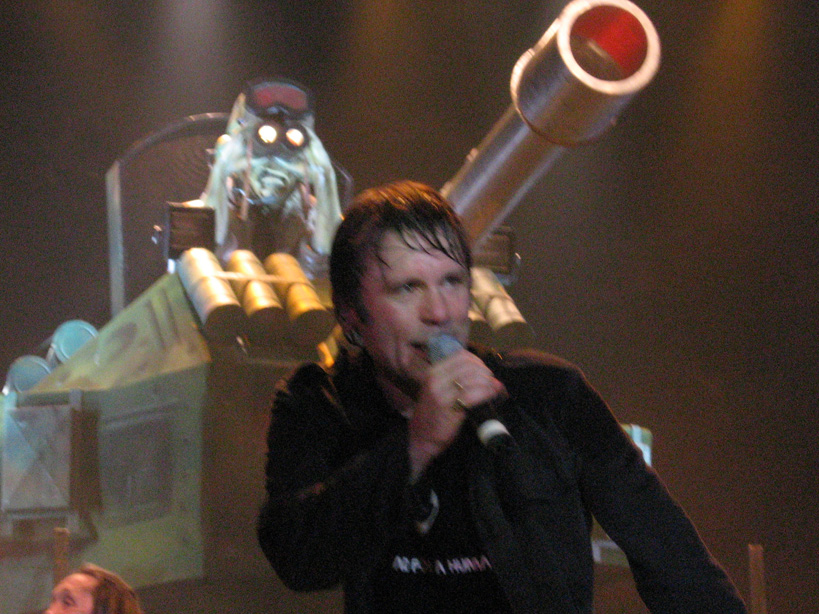
Bruce Dickinson durant un concert à Barcelone en 2006.

En 1990, alors qu'il est toujours membre d'Iron Maiden, il enregistre son premier album solo Tattooed Millionaire. Il le conçoit en deux semaines sous la houlette de Chris Tsangarides, producteur de l'album Painkiller de Judas Priest. Tattooed Millionaire, album réalisé avec Janick Gers à la guitare, se vend à 500 000 exemplaires à travers le monde.
En 1992, il souhaite renouveler sa précédente aventure en solitaire et c'est avec le soutien de Rod Smallwood, son manager et celui d'Iron Maiden, qu'il élabore la préparation de son second album solo, initialement intitulé Workaholic1. Sa sortie est prévue pour novembre 1992. Après de nombreux essais d'écriture, il réalise qu'il a à sa disposition de nouvelles possibilités musicales qu'il imagine ne jamais pouvoir introduire dans Iron Maiden et décide donc de quitter le groupe en 1993. Lors de son ultime tournée avec Iron Maiden, il compose son futur album solo, Balls to Picasso, en quatre semaines[réf. nécessaire]. L'album est enregistré en Angleterre aux studios Métropolis de Londres. Sur cet album, Bruce est accompagné des musiciens de Tribe of Gypsies, rencontrés à Los Angeles, dont notamment le guitariste Roy Z qui coécrira la plupart des chansons présentes sur l'album. Balls to Picasso sort en 1994 et se vendra à plus de 300 000 exemplaires.
Conscient qu'il ne peut s'adjoindre le groupe de Roy Z, basé à Los Angeles et préparant leur propre album, pour monter une tournée mondiale pour la promo de son nouvel album, il recrute de jeunes musiciens (Alex Dickson à la guitare, Chris Dale à la basse et Alessandro Elena à la batterie). Dans le même temps, mécontent du travail d'EMI Group sur la promotion effectuée pour Balls to Picasso, il rompt son contrat, signe chez Raw Power et enregistre dans la foulée à Londres ce qui sera le futur double album Live at the Marquee et Alive in Studio A mis en vente pendant la deuxième quinzaine de février (1995).
En mai 1995, il entre de nouveau en studio (au Great Linford Manor) mais cette fois-ci décide que son prochain opus ne sortira plus sous son nom mais sous celui de Skunkworks, groupe qu'il fonde avec les musiciens présents sur la tournée de Balls to Picasso. Jack Endino, connu notamment pour son travail sur Bleach de Nirvana, est choisi pour produire l'intégralité de l'album. Sur une période d'environ huit semaines jusqu'à la fin juin, 17 titres seront enregistrés. Les projets de Bruce vont être, néanmoins, compromis par la sortie, le 2 octobre, du The X Factor d'Iron Maiden. Ne souhaitant pas que son ancienne formation entraîne une sous-médiatisation de son futur album, Bruce décide de retravailler le mixage de l'ensemble aux studios Lansdowne, à Londres, jusqu'à la fin novembre[réf. nécessaire]. L'album ne sortira finalement que le 26 février 1996. Malgré un accueil de l'album dans la presse très positif[réf. nécessaire], le succès, dans certains pays comme le Japon et les États-Unis, n'est pas au rendez-vous[réf. nécessaire]. Après la tournée, le groupe se réunira pour travailler sur de nouveaux titres et se séparera à la suite de divergences musicales entre Bruce Dickinson et Alex Dickson.
Avec Roy Z commence l'écriture de ce qui sera le futur Accident of Birth. À mesure que le travail avance, Bruce s'aperçoit que ce nouvel album aurait besoin d'un second guitariste. Il décide alors de faire appel à Adrian Smith. Accident of Birth sort en mai 1997 et est produit par Roy Z lui-même.

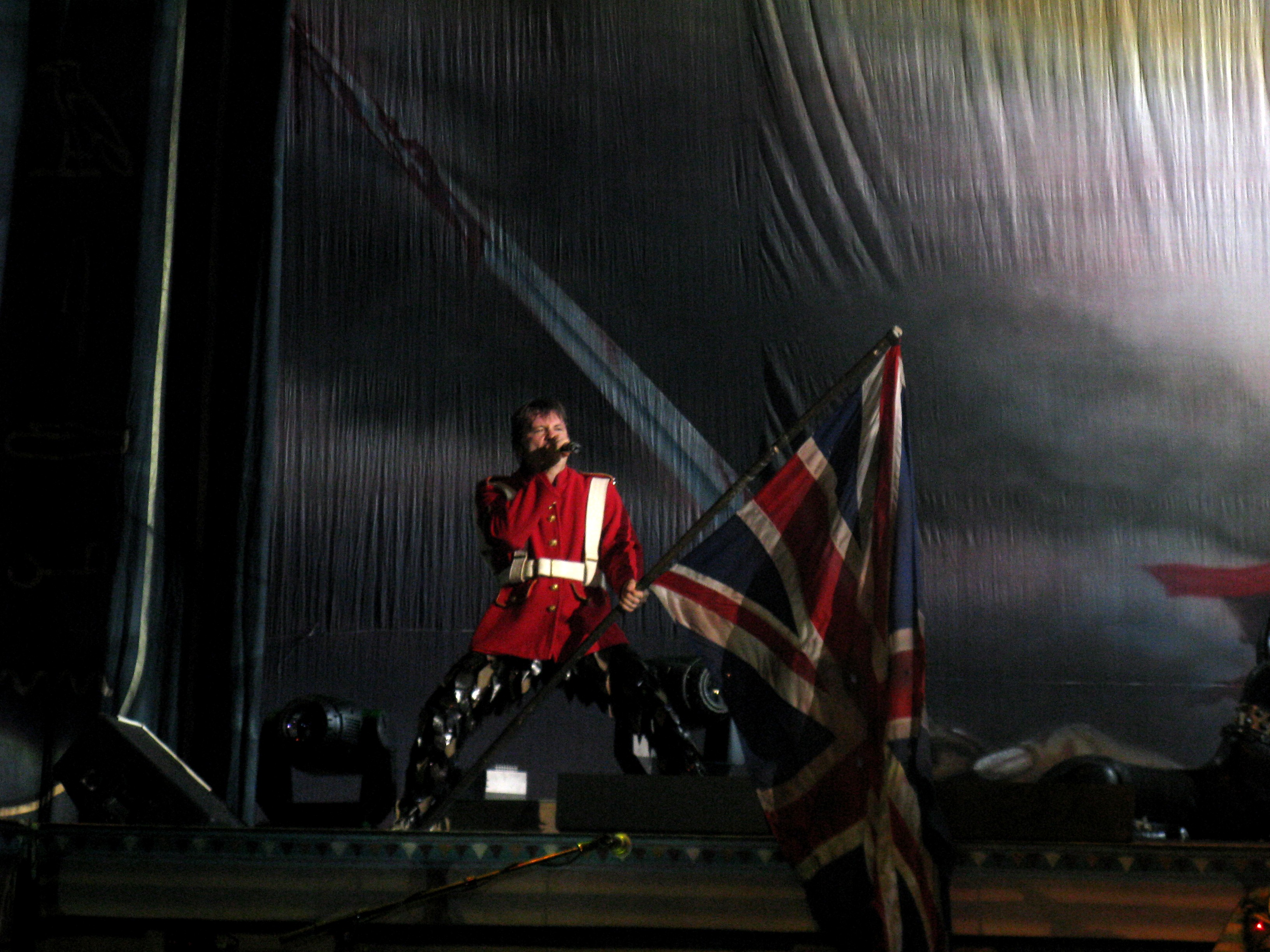
Bruce Dickinson, habillé en soldat anglais et tenant un drapeau britannique, chante The Trooper à Bercy en 2008.

Ayant renoué les liens avec son public metal et grâce à une critique artistique de la presse unanime[réf. nécessaire], Bruce continue dans sa lancée et sort en 1998, The Chemical Wedding. L'album se veut plus sombre que ses prédécesseurs et est dédié à William Blake. Il est réalisé par les mêmes personnes que le précédent album et reçoit de bonnes critiques de la part de la presse spécialisée[réf. nécessaire]. C'est à cette occasion que Bruce crée son propre label sous le nom de AirRaidRecords, pour entre autres assurer lui-même la promotion de ses disques[réf. nécessaire].
En parallèle, il lance la réédition de ses premiers albums enregistrés quand il était chanteur dans le groupe Samson.

### Le retour
En 1999, Bruce réintègre Iron Maiden : le 10 février 1999 un communiqué de presse est envoyé informant de son retour ainsi que de celui de son camarade et guitariste Adrian Smith ; son remplaçant, Blaze Bayley, est remercié sans qu'aucun mot ne soit formulé à son égard.[réf. nécessaire] Iron Maiden sort Brave New World en 2000, premier album marquant le retour de Bruce et Adrian. Dans la foulée, suivra Rock in Rio, album live du Brave New World Tour. Malgré tout, le showman n'a pas dit son dernier mot puisqu'il revient, accompagné de Roy Z, en 2005, avec un nouvel opus solo Tyranny of Souls puis en 2024 avec un concept-album : The Mandrake Project.

### Ed Force One
En 2008, parallèlement à la réédition DVD du Live After Death, le groupe se lance dans une nouvelle tournée mondiale nommée Somewhere Back in Time World Tour. Cette tournée reprend essentiellement les décors du célèbre World Slavery Tour et la setlist en est largement inspirée (retour de Powerslave et The Rime of the Ancient Mariner notamment). Autre particularité, un Boeing 757-200, baptisé Ed Force One, piloté par Bruce, est affrété par le groupe (cela deviendra ensuite une habitude) et la première partie de la tournée fait l'objet d'un documentaire, Flight 666. Pour la première fois ils passent au Costa Rica, en Colombie, en Équateur et au Pérou, l'Ed Force One leur permet également de retourner en Australie et en Nouvelle-Zélande. La dernière partie de la tournée s'achève en avril 2009, au total le Somewhere Back in Time World Tour aura attiré deux millions de spectateurs pour 90 représentations. En février 2009, Iron Maiden remporte le Brit Awards (équivalent britannique des Victoires de la musique) pour la meilleure prestation scénique 2008.

Photographies de l'Ed Force One
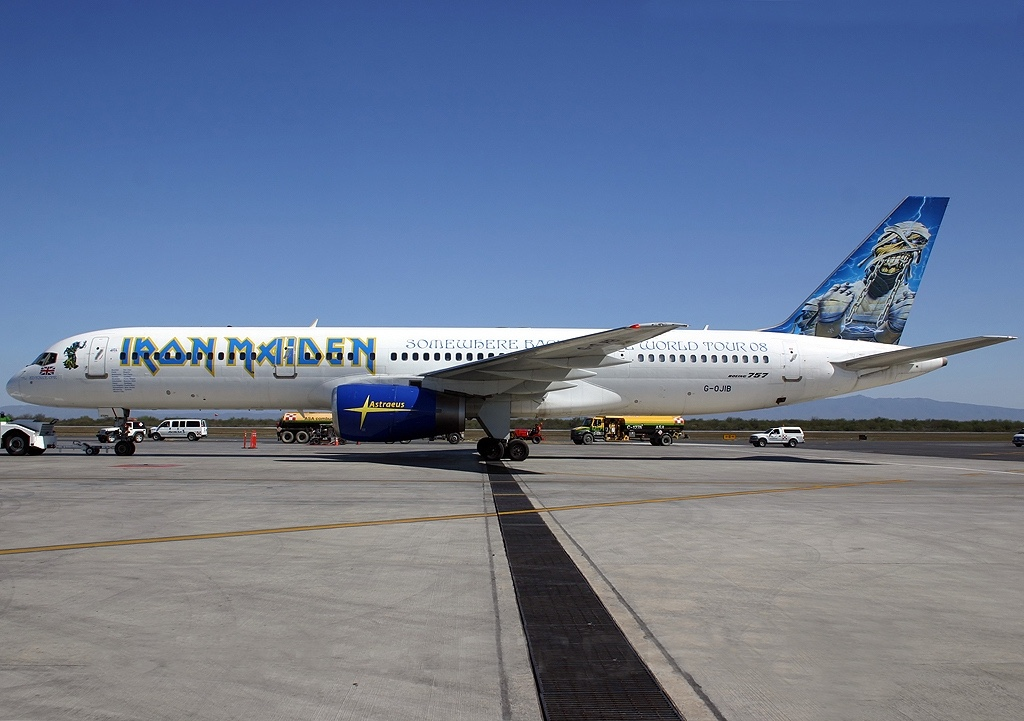
Le Boeing 757 loué pour les tournées entre 2008 et 2015.
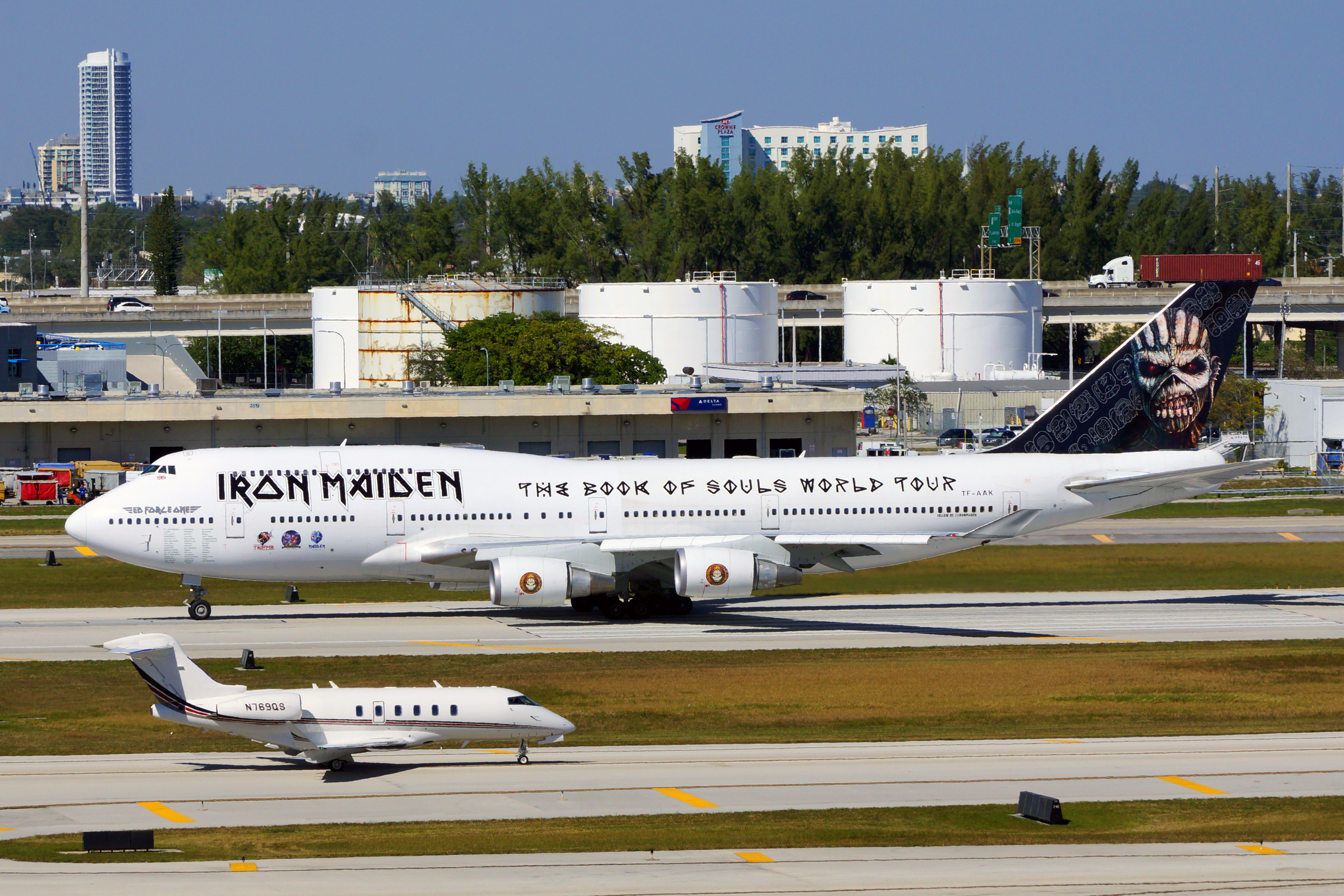
Le Boeing 747-400 utilisé pour la tournée 2016.
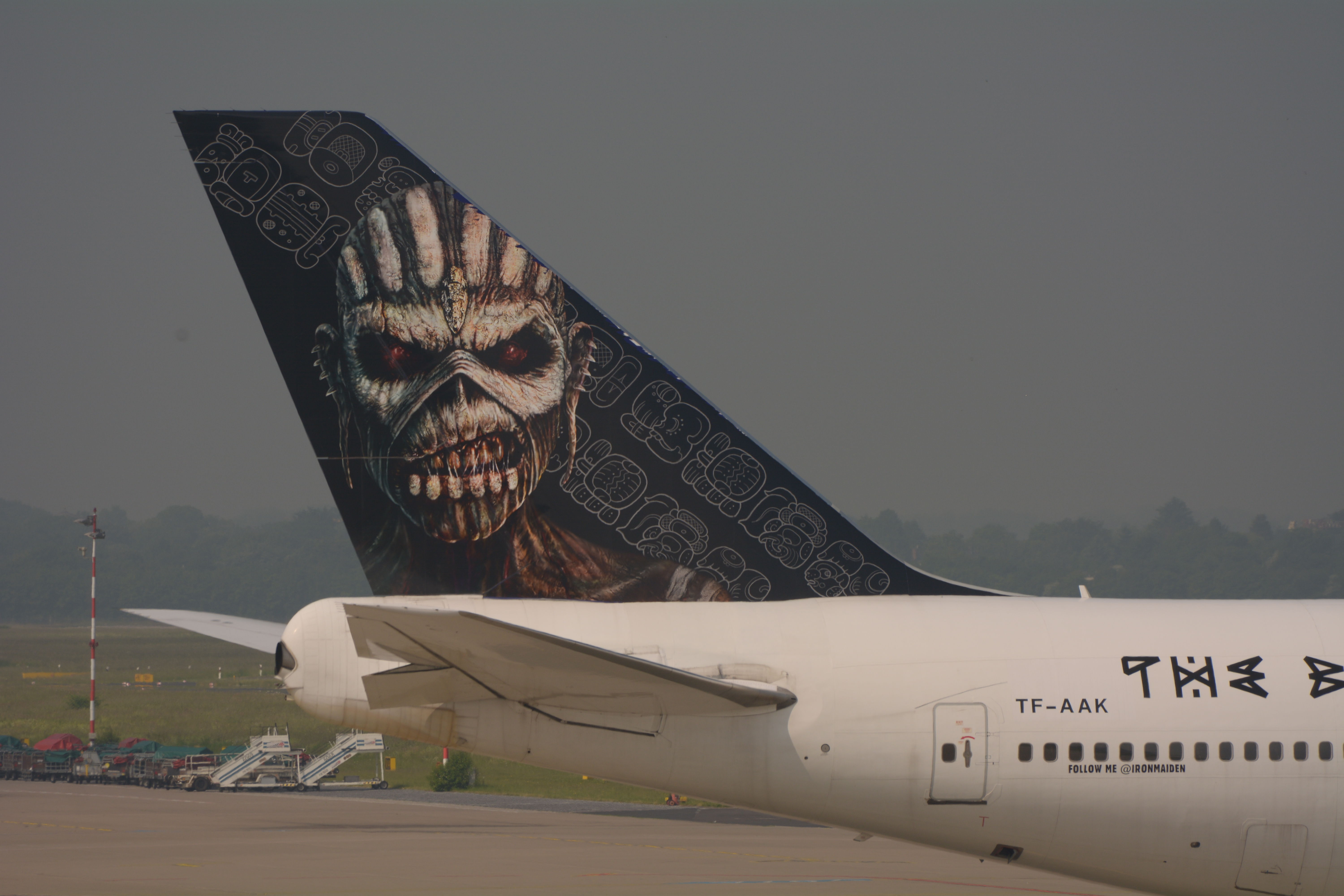
Logo sur le gouvernail de direction du Boeing 747 d'Iron Maiden.
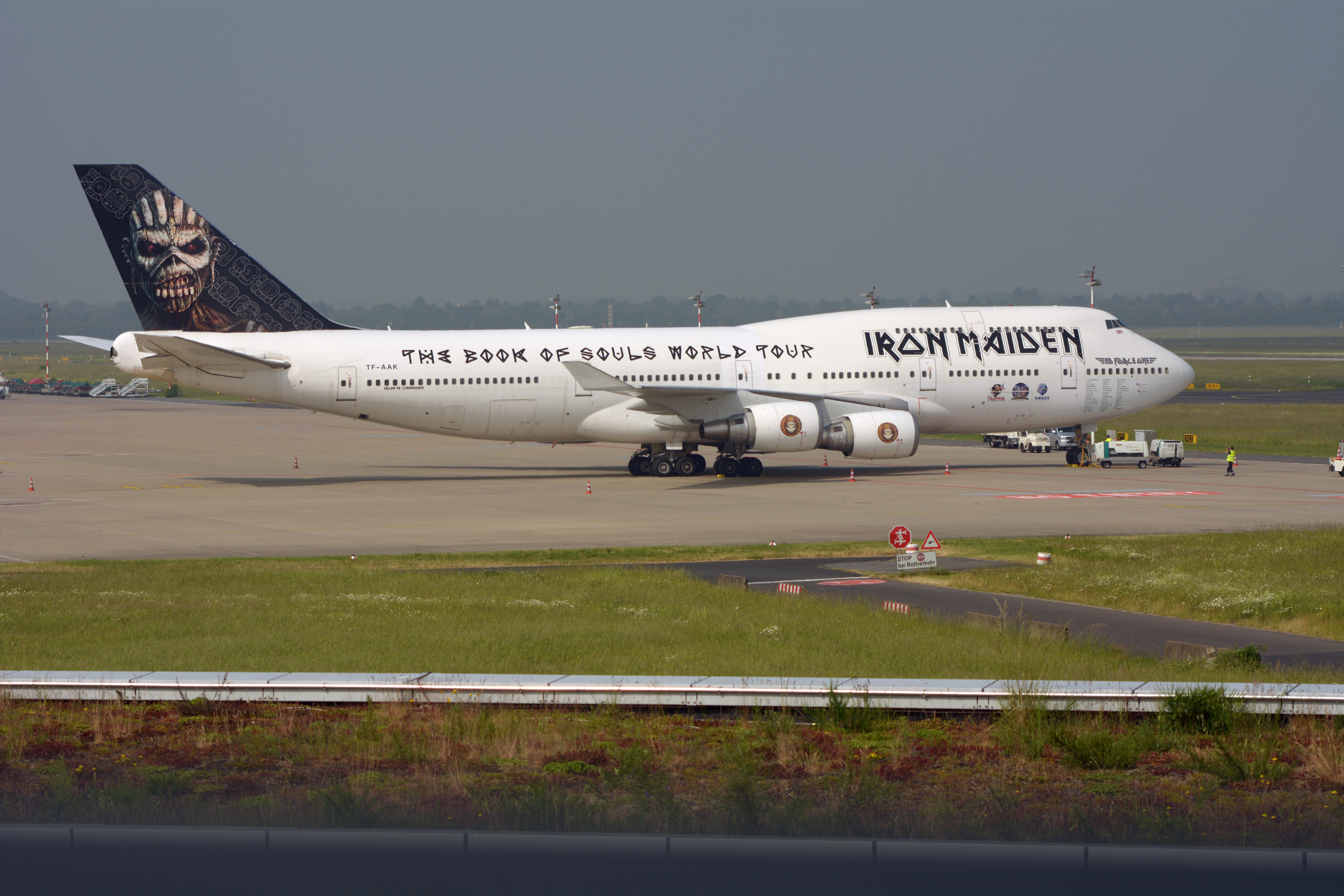
Ed Force One à Düsseldorf (DUS).
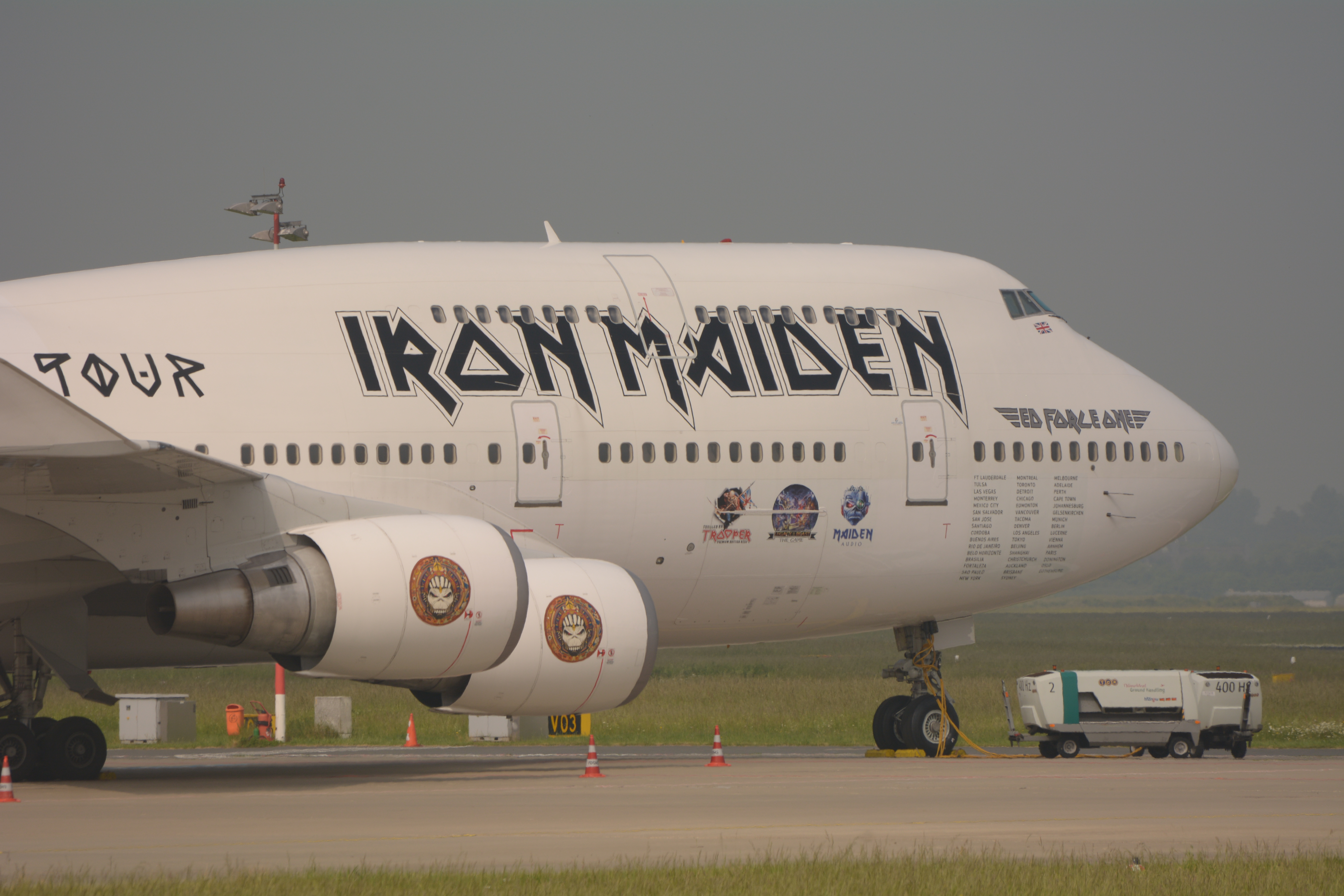
Ed Force One - Liste des villes visitées sous le cockpit.

En août 2010, le groupe sort The Final Frontier (no 1 GB, no 1 FR, no 4 US), pour la première fois l'album atteint la première position des ventes d'albums en France. Dans la veine d'A Matter of Life and Death, c'est l'album le plus progressif de leur carrière. Sur la pochette, Eddie change une nouvelle fois d'apparence. En 2012 sort un énième album live, En Vivo! (enregistré à Santiago du Chili pendant le Final Frontier World Tour). Été 2012, sur le même principe que le Somewhere Back in Time World Tour, Iron Maiden repart sur les routes avec un spectacle inspiré de la tournée Seventh Tour of a Seventh Tour. En référence à la VHS du concert de Birmingham de novembre 1988, la tournée s'appelle le Maiden England World Tour. En 2015 parait l'album The Book of Souls qui, par maints aspects, évoque autant le métal que le rock progressif.
Pour leur tournée 2016 dans 35 pays, Bruce Dickinson pilote un Boeing 747-400 racheté par Air Atlanta Icelandic l'année précédente à Air France à la place du Boeing 757 employé précédemment.

## Famille
Il est marié avec Leana Dolci  professeur  de fitness française.

## Autres activités
Bruce a été escrimeur et a concouru au niveau international. Il a terminé 7e en Grande-Bretagne[pas clair]. Il a aussi fondé une entreprise de matériel d'escrime sous la marque Duellist en 1988.

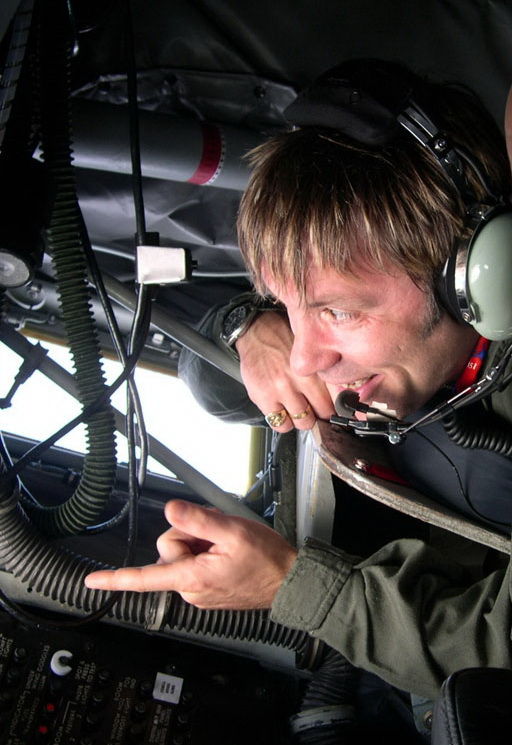
Bruce Dickinson en tenue de pilote à bord d'un avion en 2004.

Bruce a également montré ses talents d'écrivain avec The Adventures of Lord Iffy Boatrace publié en 1990 qui s'est vendu à 30 000 exemplaires à sa sortie ; l'éditeur lui en a demandé une suite, The Missionary Position, publiée en 1992.
Il est devenu pilote de ligne dans les années 1990. Il a volé à l'occasion sur des lignes moyens courriers de la défunte compagnie britannique Astraeus,, et il pilote fréquemment Ed Force One, d'abord un Boeing 757, avion du groupe Iron Maiden entre 2008 et 2015, puis un Boeing 747-400 à partir de 2016.
Bruce Dickinson a animé son émission de radio Bruce Dickinson's Rock Show tous les samedis sur BBC-6 Music de 2002 à 2010.
En 2008, Bruce Dickinson écrit le scénario et la musique du film Fantastique Chemical Wedding (Le Diable dans le sang, en version française). Il y joue un petit rôle avec sa fille, Kia.
À la suite de la faillite de la compagnie Astraeus en 2011, il a mis en place sa propre compagnie d'aviation, Cardiff Aviation Ltd. Elle est basée au Pays de Galles et s'occupe de la maintenance des avions de ligne commerciaux de type Airbus et Boeing.

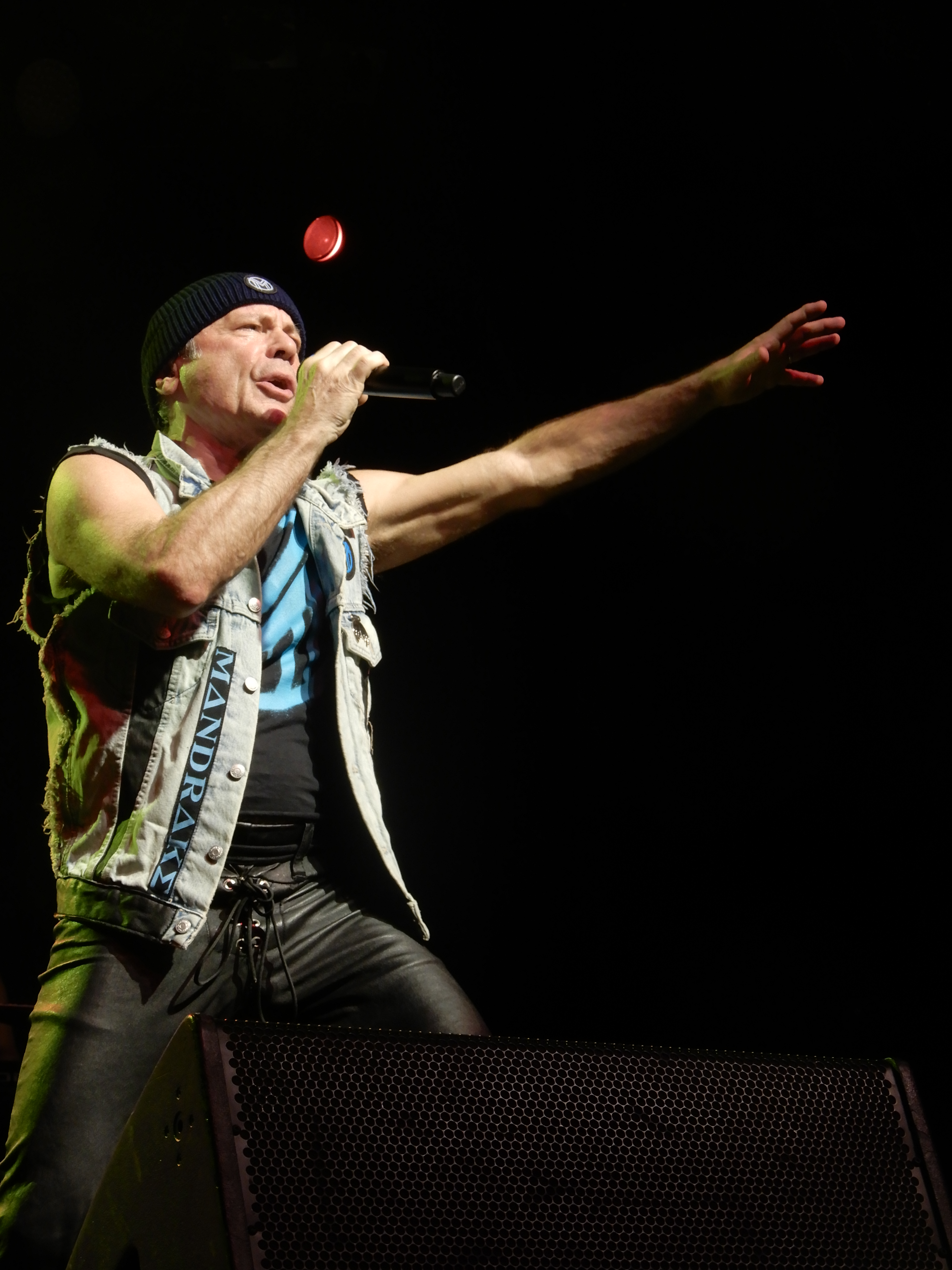
En concert à Tilburg le 28 mai 2024.

En 2013, il lance la bière Trooper, brassée par la brasserie familiale Robinsons Brewery.
En 2015, par le biais de sa compagnie Cardiff Aviation qui en assurera la gestion, il relance la compagnie aérienne d'état Air Djibouti avec l'objectif d'en faire une plateforme du fret aérien dans la région.
En octobre 2017, il publie son autobiographie What does this button do? (HarperCollins) dont la traduction française (Talent Éditions) paraît en juin 2018.
En 2018, il se déclare favorable au Brexit.
Le 21 novembre 2019, Dickinson offre en première canadienne une performance du Concerto for Group and Orchestra au Palais Montcalm à Québec, avec l'Orchestre Symphonique de Québec et le Paul Deslauriers band, à l'occasion du 50e anniversaire du morceau originellement composé par le claviériste de Deep Purple, Jon Lord.

## Maladie et guérison
En 2014, juste avant Noël et alors agé de 56 ans, Bruce apprend qu'il est atteint d'un cancer de la langue. Les tumeurs se trouvent à l'arrière de sa langue, fort heureusement elles sont détectées à un stade précoce et sept semaines de chimio-thérapie suffisent à en venir à bout.
Restent de sa maladie de rares séquelles, notamment une perte partielle du goût, il ne peut plus sentir le sucré.
Sa voix, elle, est intacte, il déclare même qu’une fois la tumeur enlevée : "plein d’air est arrivé à des endroits où il n’allait plus depuis que j'avais 25 ans", et que ses notes aiguës sont revenues à la normale.
En 2019, dans une interview accordée au Figaro, on lui demande ce qu'il a appris sur lui même face à la maladie, il répond ainsi : « C'est une question très difficile. J'ai sûrement appris des choses, mais je ne peux pas vous dire quoi exactement. Les gens qui vous posent cette question s'attendent forcément à entendre que cette expérience a changé votre vie. C'était l'horreur pendant un an et demi, voilà en quoi ça a changé ma vie. Je ne sais pas si cette expérience m'a rendu plus calme, plus fou, plus déterminé. En tout cas, elle m'a rendu conscient d'exister. »

## Discographie

### Samson
- Survivors (1979) (seulement dans les titres bonus des rééditions à partir de 1990)
- Head On (1980)
- Shock Tactics (1981)
- Live at Reading 1981 (1990)
- The BBC Sessions (1997) (seulement sur les 4 premiers titres de l'album)

### Iron Maiden
- The Number of the Beast (1982)
- Piece of Mind (1983)
- Powerslave (1984)
- Live After Death (live, 1985)
- Somewhere in Time (1986)
- Seventh Son of a Seventh Son (1988)
- No Prayer for the Dying (1990)
- Fear of the Dark (1992)
- A Real Live One (live, 1993)
- A Real Dead One (live, 1993)
- Live at Donington '92 (Live 1994)
- Best of the Beast (compilation, 1996)
- Brave New World (2000)
- Rock in Rio (2002)
- Edward the Great (compilation, 2002)
- Eddie's Archive (coffret limité incluant Beast Over Hammersmith, Best of the B'Sides et The BBC Archives, 2002)
- Dance of Death (2003)
- Death on the Road (live, 2005)
- A Matter of Life and Death (2006)
- Somewhere Back in Time (compilation, 2008)
- The Final Frontier (2010)
- En Vivo! (live, 2012)
- The Book of Souls (2015)
- Senjutsu (2021)

### Bruce Dickinson
- Tattooed Millionaire (1990)
- Balls to Picasso (1994)
- Alive in Studio A (en) (Live 1995)
- Skunkworks (en) (1996)
- Accident of Birth (1997)
- The Chemical Wedding (1998)
- Scream for Me Brazil (Live 1999)

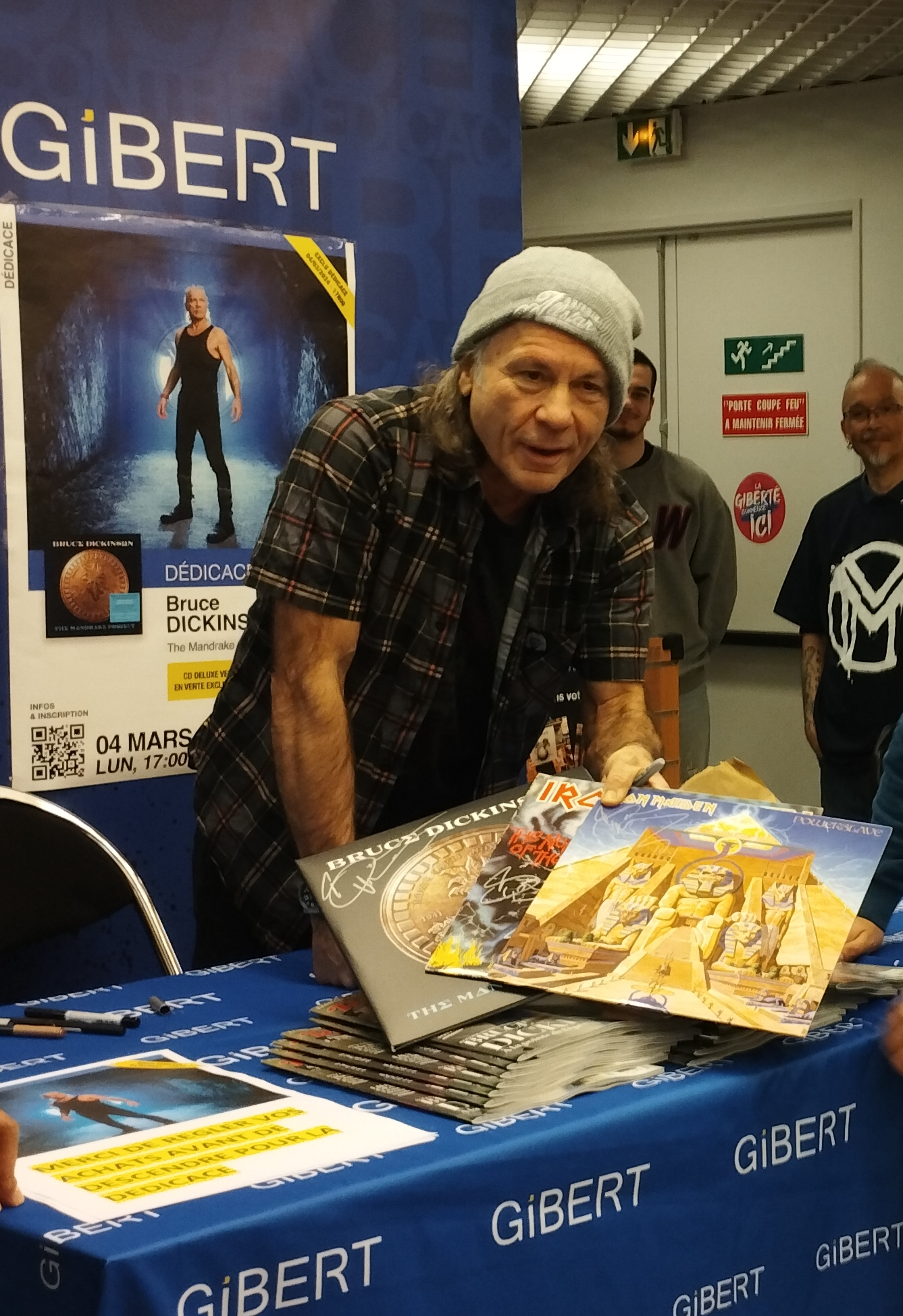
Bruce Dickinson lors d'une séance de dédicace à Gibert Joseph (Paris 6e), en mars 2024.

- The Best of Bruce Dickinson (Compilation 2001)
- Tyranny of Souls (2005)
- Scream For Me Sarajevo: A Story of Hope in a Time of War (compilation, 2018)
- The Mandrake Project (en) (2024)
- More Balls to Picasso (en) (2025)

### Participations
- Xero - Oh baby (EP - Lone Wolf Pièce cachée 1983)
- Soundtrack - The Nightmare on Elmstreet Part 5 (Bring Your Daughter... to the Slaughter 1989)
- Rock aid Armenia - The Earthquake Album (Smoke on the Water de Artistes variés 1989)
- Comic Relief - Smear campaign (Elected 1992)
- Nativity In Black - A tribute to Black Sabbath (Sabbath Bloody Sabbath de Black Sabbath 1994)
- Montserrat Caballé - Friends for life (Bohemian Rhapsody de Queen 1997)
- Extreme Championchip Wrestling (ECW) Compilation - Extreme Music  (The Zoo de Scorpions 1998)
- Soundtrack - The Bride of Chucky (1998)
- Humanary Stew- A tribute to Alice Cooper (Black Widow d'Alice Cooper 1998)
- Ayreon - Universal Migrator part II:Flight of the Migrator (Into the Black Hole 2000)
- Halford - Resurrection (The One You Love to Hate 2000)
- Halford - Live Insurrection (The One You Love to Hate 2001)
- Tribuzy - Execution (2005)
- Tribuzy - Exectution: Live Reunion (2007)

## Vidéographie

### Iron Maiden
- Video Pieces (1983)
- Behind the Iron Curtain (1985)
- Live After Death (1985)
- 12 Wasted Years (1987)
- Maiden England (1989)
- Up the Irons - The First Ten Years (1990)
- From There to Eternity (1992)
- Donington Live 1992 (1993)
- Raising Hell (1994)
- The Number of the Beast (2001)
- Rock in Rio (2002)
- Visions of the Beast (2003)
- The Early Days (2004)
- Death on the Road (2006)
- Iron Maiden: Flight 666 (2009)
- En Vivo! (2012)

### Bruce Dickinson
- Dive! Dive! Live! (1990)
- Skunkworks Live Video (1997)
- Bruce Dickinson Anthology (2006)